# Aphis nerii
L'afide dell'oleandro (Aphis nerii Boyer de Fonscolombe, 1841) è un rincoto appartenente alla superfamiglia Aphidoidea, insetti chiamati comunemente afidi o “pidocchi delle piante”. Si può osservare comunemente su alcune piante ornamentali e in particolare sull'oleandro.

## Descrizione

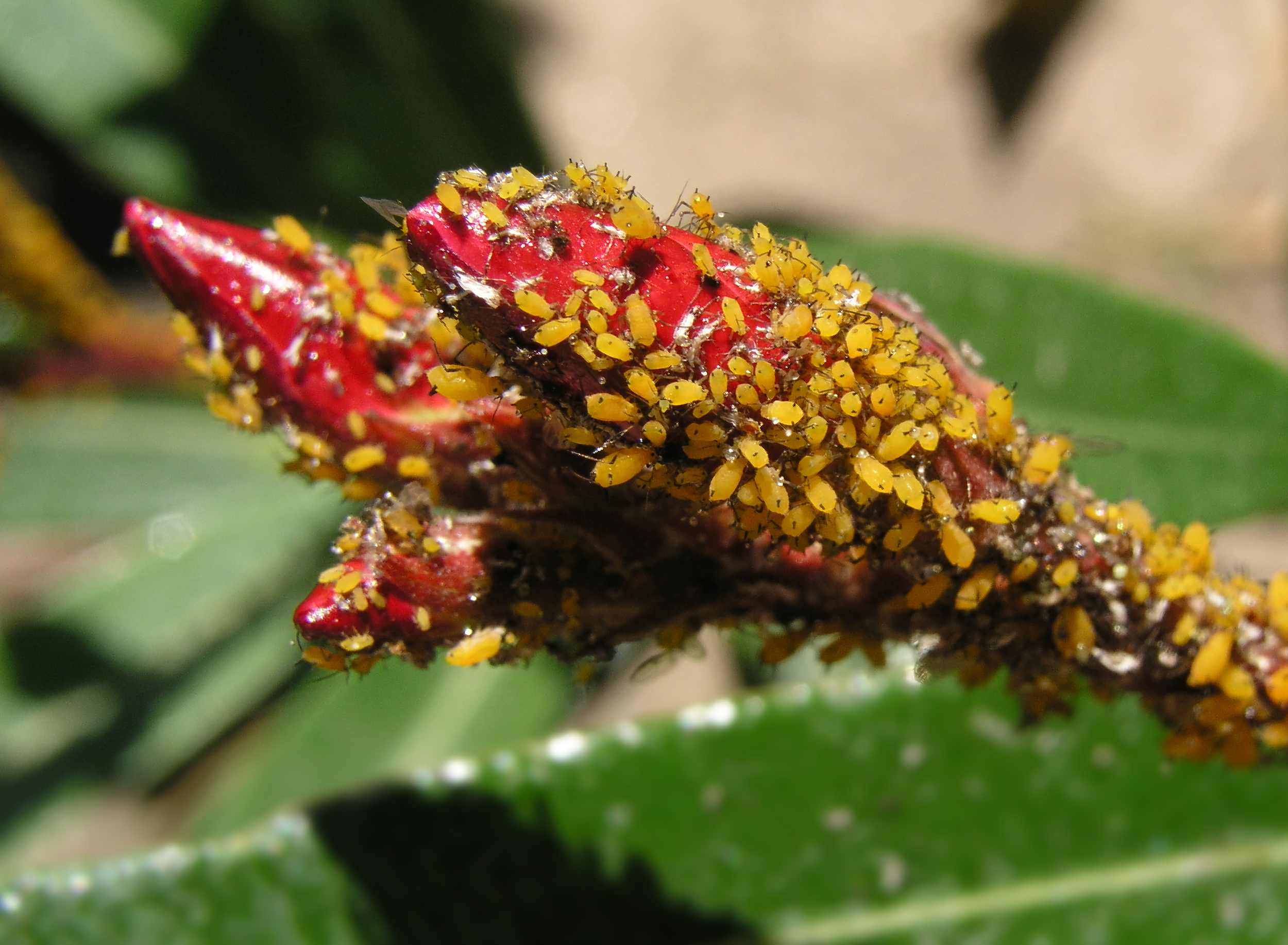
Colonia di A. nerii sopra dei fiori di oleandro

L'afide dell'oleandro è una specie partenogenetica obbligata, che si riproduce cioè senza fertilizzazione. Gli individui adulti sono tutte femmine e non esistono maschi, almeno in natura. Gli afidi sono polimorfici, cioè presentano morfologie diverse in differenti circostanze del loro ciclo vitale. Tutte queste morfologie condividono una caratteristica colorazione gialla brillante e hanno le antenne, le zampe, la codicola (estremità dell'addome) e i sifoni (o cornicoli) di colore nero. Le femmine adulte possono essere attere o alate, con ali molto sottili e dotate di una venatura scura molto ridotta. Le ninfe hanno aspetto simile alle forme attere ma sono più piccole. La lunghezza degli individui varia da 1.5 a 2.66 mm. Come molti altri afidi, A. nerii secerne dalla codicola una sostanza zuccherina viscosa chiamata melata che viene avidamente ricercata da altri insetti, in particolar modo dalle formiche. Alcune specie di questi imenotteri vivono in stretta associazione con gli afidi proprio allo scopo di sfruttare tale risorsa trofica.

## Distribuzione
La specie è probabilmente originaria della regione mediterranea, la stessa da cui proviene la sua principale pianta ospite. Cosmopolita, vive nella fascia climatica compresa tra le latitudini tropicali e quelle temperato-calde di tutto il mondo. Lo si trova in Europa, Africa, Medio Oriente, Australia e Stati Uniti. In Europa è stato segnalato in Portogallo, Spagna (isole Canarie e Baleari comprese), Francia (Corsica compresa), Belgio, Germania, Italia (isole maggiori comprese), Slovenia, Croazia, Bulgaria, Romania, Ungheria, Ucraina, Lituania e Russia.

## Piante ospite
Questo afide si rinviene comunemente su alcune importanti piante ornamentali afferenti a vari generi della famiglia Apocynaceae (Nerium, Vinca, Gomphocarpus, Asclepias, Calotropis e Hoya). Il suo nome comune deriva dal fatto che la sua principale pianta ospite è l'oleandro (Nerium oleander) ed in particolare la varietà rosa. Occasionalmente infesta Compositae, Convolvulaceae ed Euphorbiaceae e più raramente lo si può trovare anche su agrumi del genere Citrus (famiglia Rutaceae).

## Biologia
Le femmine sono vivipare e partenogenetiche, cioè non producono uova ma direttamente ninfe che sono cloni delle loro genitrici dal momento che non avviene fertilizzazione. Dopo la nascita si succedono 5 stadi larvali o ninfali prima del raggiungimento della forma adulta. Non esiste quindi lo stadio pupale. Le colonie sono altamente aggregate e appaiono in primavera rivestendo tipicamente le gemme, i germogli, le foglie (specialmente quelle più giovani) e le strutture fiorali. L'afide dell'oleandro si nutre prelevando linfa dal floema delle piante ospite. Normalmente vengono prodotte femmine attere non particolarmente mobili, mentre quelle alate cominciano a comparire quando la qualità del cibo diminuisce a causa della senescenza delle piante e quando le forme attere sono in soprannumero nella stessa colonia. Le femmine alate possono infatti spostarsi facilmente su nuove piante ospite. La riproduzione per partenogenesi attuata sia dalle forme attere che da quelle alate, l'alta fecondità, la breve durata delle singole generazioni e la mobilità che contraddistingue le forme alate consentono all'afide dell'oleandro di creare rapidamente nuove colonie infestanti.

## Danni arrecati alle piante
La presenza di colonie di A. nerii generalmente non costituisce un problema rilevante per le piante ospite. I danni provocati sono principalmente di ordine estetico e derivano dalla grande quantità di melata prodotta e dalla proliferazione di funghi di colore nero che sopra questa secrezione zuccherina si sviluppano formando la cosiddetta fumaggine. Il prelievo di linfa dal floema esercitato da parte di tutti gli stadi vitali di questi insetti non ha conseguenze importanti per la salute delle piante. D'altra parte, a causa della abbondante melata appiccicosa prodotta, le estremità dei germogli e le gemme vengono deformate in modo tale da pregiudicare la crescita della pianta ospite. Pesanti infestazioni ripetute nel corso dell'anno possono provocare una grave riduzione di sviluppo delle piante giovani. Inoltre la fumaggine, annerendo la superficie delle foglie riduce la loro capacità fotosintetica, ne rallenta lo sviluppo e ne può provocare l'asfissia.  È poi noto che l'afide dell'oleandro può di agire da vettore per diverse specie di virus per alcune piante tra le quali la papaia e la canna da zucchero.

## Metodi di lotta
Rimozione meccanica
La riduzione dell'innaffiamento, della potatura e della concimazione delle piante produce la diminuzione del numero di nuovi germogli e gemme, gli organi vegetali favoriti dall'A. nerii. In alternativa i germogli, anche quelli non infestati, possono essere potati in modo da limitare la propagazione delle colonie. Gli afidi stessi possono essere rimossi utilizzando forti getti d'acqua.
Controllo chimico
Sono reperibili in commercio saponi e oli insetticidi che agiscono efficacemente contro le infestazioni di afidi.
Lotta biologica
La colonizzazione da parte di questo rincoto può essere contrastata impiegando i naturali predatori di questa specie. I maggiori sono le coccinelle, insetti appartenenti alla famiglia Coccinellidae (ordine Coleoptera) che agiscono da efficaci regolatori delle popolazioni di afidi. Altri sono rappresentati da larve di ditteri (ordine Diptera) sirfidi (Syrphidae) e Chamaemyiidae, oltre che da alcuni neurotteri (ordine Neuroptera) afferenti alle famiglie Chrysopidae e Hemerobiidae.
Particolarmente efficace nella lotta biologica contro l'afide dell'oleandro è risultato essere il suo più comune parassitoide: la vespa Lysiphlebus testaceipes (Hymenoptera: Braconidae) originaria del Sud America e introdotta in Nord America e nell'area mediterranea proprio come agente di controllo biologico. La femmina di questa specie deposita un singolo uovo inserendo l'ovopositore nelle ninfe dell'afide, le quali quindi crescono con al loro interno le larve di vespa in sviluppo. Mentre queste ultime si nutrono degli organi interni dell'ospite, le ninfe si gonfiano e poi si induriscono. Alla fine, quando il corpo dell'afide è stato completamente consumato, un unico parassitoide emerge dall'esoscheletro dell'ospite praticando un foro sul dorso del suo addome. Quello che rimane dell'afide è un involucro completamente secco, coriaceo, di colore marrone chiaro e con una porta aperta sul lato superiore che viene detto “mummia”. Studi su piante di oleandro hanno messo in evidenza come la densità di popolazione di A. nerii sia inversamente correlata con quella di Lysiphlebus testaceipes, mentre secondo altre indagini condotte su colonie instauratesi su piante del genere Asclepias la risposta della vespa, in termini di abbondanza di individui, dipende dalla densità delle colonie di afide, almeno all'interno di un certo range di densità. Tale risposta densità-dipendente di L. testaceipes non sarebbe sufficiente a regolare le popolazioni dell'afide, sebbene la specie sia potenzialmente in grado di farlo.

## Adattamenti particolari
È stato dimostrato che A. nerii è in grado di estrarre cardenolidi (sostanze cardiotossiche) dalle Asclepiadaceae che infesta e che le concentrazioni di questi negli insetti covariano con quelle misurate nelle piante ospiti. I cardenolidi, che hanno un sapore amaro, si trovano disciolti anche nella melata secreta dai cornicoli. La brillante colorazione gialla associata con il contenuto di tossine costituisce un esempio di aposematismo proteggendo l'afide dell'oleandro dalla predazione di alcune specie di uccelli e di ragni. I cardenolidi sono stati dimostrati agire come efficaci deterrenti antipredatori contro i neurotteri, le coccinelle e i ragni. Inoltre, la pressione predatoria sugli afidi è risultata variare inversamente alla concentrazione di cardenolidi negli insetti e quindi nelle piante che li ospitano. Non esistono invece informazioni riguardo all'effetto che queste tossine provocano sui parassitoidi.